# Selección femenina de sóftbol de los Países Bajos

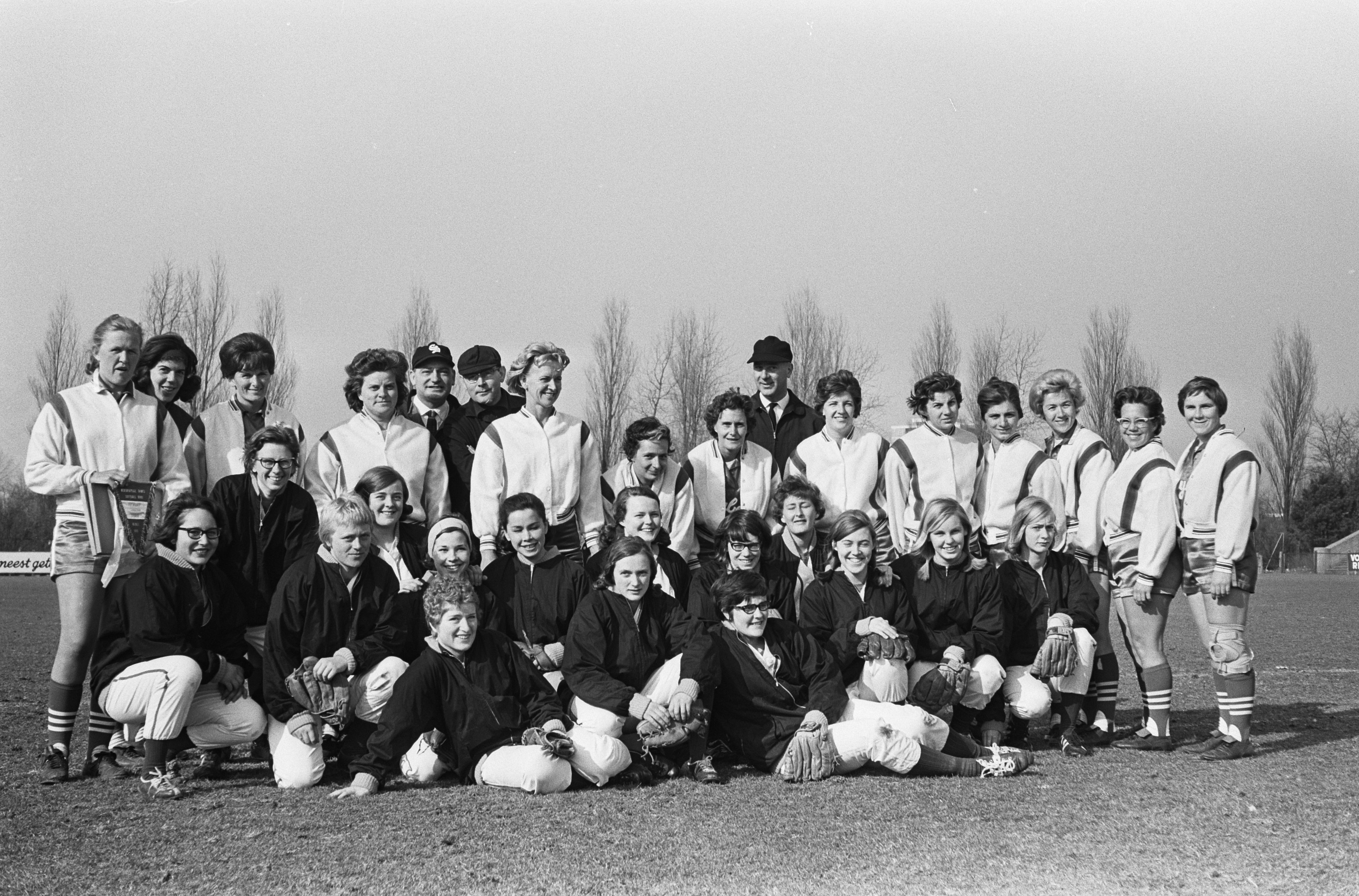
La selección femenina de sóftbol de los Países Bajos junto con la selección femenina de sóftbol de Estados Unidos en 1965.

La selección femenina de sóftbol de los Países Bajos es el equipo nacional de los Países Bajos. Está gobernado por la Federación Real de Béisbol y Softbol de los Países Bajos (en neerlandés: Koninklijke Nederlandse Baseball en Softball Bond). Es una nación miembro de la Confederación Europea de Béisbol y la Federación Internacional de Béisbol.
El equipo compitió en el Campeonato Mundial de Sóftbol Femenino de 1990 en Normal, Illinois, donde terminaron con 5 victorias y 4 derrotas. El equipo compitió en el Campeonato Mundial de Sóftbol Femenino de 1994 en San Juan de Terranova, donde terminaron octavos. El equipo compitió en el Campeonato Mundial de Sóftbol Femenino de 1998 en Fujinomiya, Japón, donde terminaron novenos. El equipo compitió en el Campeonato Mundial de Sóftbol Femenino de 2002 en Saskatoon, Saskatchewan donde terminaron undécimos. El equipo compitió en el Campeonato Mundial de Sóftbol Femenino de 2010 en Caracas, Venezuela, donde terminaron octavos.

## Resultados

### Campeonato Mundial
| Año  | 1965 | 1970 | 1974 | 1978 | 1982 | 1986 | 1990 | 1994 | 1998 | 2002 | 2006 | 2010 | 2012 | 2014 | 2016 | 2018 |
| ---- | ---- | ---- | ---- | ---- | ---- | ---- | ---- | ---- | ---- | ---- | ---- | ---- | ---- | ---- | ---- | ---- |
| Pos. | NC   | NC   | 5    |      |      | 7    | 9    | 8    | 9    | 11   | 12   | 8    | 6    | 6    | 4    | 8    |

### Campeonato Europeo
| Año  | 1979           | 1981           | 1983           | 1984           | 1986             | 1988           | 1990           | 1992             | 1995             | 1997             | 1999 | 2001              | 2003              | 2005              | 2007             | 2009           | 2011           | 2013           | 2015             | 2017           | 2019             |
| ---- | -------------- | -------------- | -------------- | -------------- | ---------------- | -------------- | -------------- | ---------------- | ---------------- | ---------------- | ---- | ----------------- | ----------------- | ----------------- | ---------------- | -------------- | -------------- | -------------- | ---------------- | -------------- | ---------------- |
| Pos. | Medalla de oro | Medalla de oro | Medalla de oro | Medalla de oro | Medalla de plata | Medalla de oro | Medalla de oro | Medalla de plata | Medalla de plata | Medalla de plata | 4    | Medalla de bronce | Medalla de bronce | Medalla de bronce | Medalla de plata | Medalla de oro | Medalla de oro | Medalla de oro | Medalla de plata | Medalla de oro | Medalla de plata |

### Juegos Olímpicos
- 1996: 7°
- 2008: 8°

### Copa de Sóftbol de Japón
- 2006: 4°

## Directores técnicos
| Nombre                       | Periodo     |
| ---------------------------- | ----------- |
| Herman Beidschat             | 1964-1965   |
| Jaap Visser                  | 1966        |
| Gé Hoogenbos                 | 1967-1968   |
| Nol Houtkamp                 | 1969-1983   |
| Teus Morren                  | 1984        |
| Don Wedman                   | 1985-1986   |
| Diane Schumacher             | 1987-1990   |
| George Presburg              | 1991-1993   |
| Ruud Elfers                  | 1994-1996   |
| Craig Montvidas              | 1997-1999   |
| Ruud Elfers                  | 2000        |
| Rob Walgien                  | 2001        |
| Gonny Reijnen                | 2002-2004   |
| Liz Kelly                    | 2005-2008   |
| Craig Montvidas              | 2009 - 2015 |
| Tracy Bunge y Juni Fransisca | 2015        |
| Juni Fransisca               | 2016 -      |